# لوري توبي إديسون
لوري توبي إديسون (بالإنجليزية: Laurie Toby Edison)‏ هي مصورة أمريكية، ولدت في 5 مارس 1942 في نيويورك في الولايات المتحدة.